# Дотт, Грэм
Грэм Дотт (англ. Graeme Dott; род. 1977) — шотландский профессиональный снукерист, присоединился к профессионалам в 1994 году.
Свой первый рейтинговый турнир выиграл в 2006 году, обыграв Питера Эбдона на чемпионате мира со счётом 18:14. Через год, выиграв турнир China Open, Дотт стал вторым номером мирового рейтинга, но вскоре после этого потерял форму и на некоторое время покинул топ-16. В 2010 он в третий раз в карьере стал финалистом чемпионата мира (также он был в финале турнира 2004 года), но проиграл Нилу Робертсону.
В 2010 году на турнире Players Tour Championship Дотт сделал свой сотый сенчури-брейк. На достижение этой планки у него ушло 17 сезонов.
Член Зала славы снукера с 2013 года.

## Достижения в карьере

### Победы на турнирах

#### Рейтинговые турниры
- Чемпионат мира — 2006
- China Open — 2007

#### Другие турниры
- Мировая серия снукера 2008—2009. 2 тур

### Достижения на чемпионатах мира
| Результат  | Год  | Соперник         | Счёт  |
| Финалист   | 2004 | Ронни О'Салливан | 8:18  |
| Победитель | 2006 | Питер Эбдон      | 18:14 |
| Финалист   | 2010 | Нил Робертсон    | 13:18 |

### Прочие достижения
- Чемпионат Великобритании (до 19 лет) чемпион — 1992
- Чемпионат Шотландии среди любителей чемпион — 1993
- Pontins Open победитель — 1995
- Scottish Open финалист — 1999
- Гран-при 1/2 финала — 2000
- Scottish Open 1/2 финала — 2000
- British Open финалист — 2001
- Welsh Open 1/2 финала — 2002
- Pot Black Cup 1/2 финала — 2007
- Шанхай Мастерс 1/2 финала — 2007
- German Masters 1/2 финала — 2011
- International Championship 1/2 финала — 2013
- German Masters 1/2 финала — 2016
- German Masters финалист — 2018